# Химико-механическая планаризация
Химико-механическая планаризация (англ. Chemical mechanical polishing, CMP; также Х.-м. полировка) — один из этапов в производстве микроэлектроники (СБИС). Представляет собой комбинацию химических и механических способов планаризации (удаления неровностей с поверхности изготавливаемой полупроводниковой пластины).
Изобретен в IBM в 1983 году. В конце 1980-х IBM передала описания некоторых вариантов CMP в Intel (для производства микропроцессоров для IBM PC) и в Micron Technology (производство чипов DRAM-памяти). В результате сокращений в IBM в 1990—1994 годах много инженеров, имевших опыт работы с CMP, перешло в другие компании, изготавливавшие СБИС.
В 1990-х года технология CMP была одной из самых быстроразвивающихся на рынке оборудования для производства микроэлектроники. Так, с 1995 года продажи CMP-установок утроились, достигнув 520 млн долларов в 1997 году.
ХМП применяется практически после каждого литографического этапа.

## Описание
ХМП использует сочетание абразивных и агрессивных химических суспензий (например, коллоидных) и полировальной подушки, большей по площади, чем обрабатываемая пластина. Могут использоваться как круглые полировальные подушки, так и ленты. Пластина устанавливается в специальный держатель и вращается вместе с ним. Держатель прижимает пластину к полировальной подушке. Точность обработки на современных установках ХМП составляет порядка нескольких ангстрем.